# Кольцо Нибелунгов (фильм)
«Кольцо́ Нибелу́нгов» (англ. Ring of the Nibelungs) — фантастический двухсерийный телефильм, основанный на средневековой германской эпической поэме «Песнь о Нибелунгах».

## Сюжет
Фильм представляет собой историю о том, как неизвестный кузнец Зигфрид избавляет жителей Бургундии от древнего и могучего дракона Фафнира. Вместе с титулом победителя дракона ему достаётся доступ к его сокровищам, однако легенда гласит, что эти сокровища прокляты. 
Зигфрид не придаёт этой легенде значения и забирает их себе. Проклятье будет преследовать героя по пятам и сыграет трагическую роль в его жизни. Его любовь — королева Брунхильда, считающая свой свадебный союз предначертанным «старыми богами», также станет жертвой проклятия.

## В ролях
| Актёр            | Роль            |
| ---------------- | --------------- |
| Бенно Фюрманн    | Эрик / Зигфрид  |
| Алисия Уитт      | Кримхильда      |
| Кристанна Локен  | Брунхильда      |
| Макс фон Сюдов   | Эйвинд          |
| Джулиан Сэндс    | Хаген           |
| Сэмюэл Уэст      | король Гунтер   |
| Роберт Паттинсон | Гизельхер       |
| Ральф Мёллер     | конунг Торкильт |